# Ahva (parti politique)
L'Ahva (hébreu : אחווה, Fraternité) était un parti politique israélien éphémère, et l'un des nombreux surgeons créés par l'éclatement du Dash.

## Histoire
L'Ahva fut créé le 8 juillet 1980, lorsque deux représentants (Shafik Asaad and Shlomo Eliyahu) à la Knesset du Mouvement démocrate, lui-même un nouveau parti formé en 1978 lors de l'éclatement du Dash à l'instar du Ya'ad ou du nouveau Shinouï, le quittèrent. Ils furent rejoints le 17 septembre par Akiva Nof, également du Mouvement démocrate.
Cependant, comme ses deux prédécesseurs immédiats, l'Ahva souffrait également d'instabilité. Akiva Nof partit au Likoud le 28 janvier 1981, tandis que Shafik Asaad quittait le parti pour rejoindre le Telem (un autre nouveau parti) le 15 juin. Seul Shlomo Eliyahu resta au sein du parti (qui vécut plus longtemps que le Mouvement démocrate qui disparut en mars 1981) jusqu'à la fin de la session parlementaire en juin 1981.
Le parti ne se présenta pas aux élections législatives de 1981 et disparut.